# 고수 (전설)
고수(瞽叟, 생몰년 미상)는 중국 신화의 인물로 실명하여 물건을 볼 수 없었으며, 우등의 남편이고 제순, 상(象)의 부친이다.

## 생애
황제의 잉손, 창의의 곤손,  전욱의 내손, 궁미의 현손, 경강의 증손, 구망의 손자, 교우의 아들이다. 
고수는 우등과 결혼하여 제순을 낳은 후, 우등이 죽자 재혼하여 맞아들인 후처와의 사이에서 상을 낳았다. 기록에 따르면 고수는 후처와 합심하여 제순을 죽이려 하였다고 전해지며, 다른 기록에선 눈이 좋지 못해 그런 사실을 전혀 알지 못했다고 한다. 
《사기·오제본기》에 따르면 고수는 인성이 흉악하고 제순에게 불만을 품어 후처 소생인 아들 상과 합심하여 제순을 죽이려 했지만 제순은 그런 순을 효성스럽게 대하였다. 

## 가족
- 부친: 교우
- 모친: 불명
- 전처: 우등 (사별)
  - 장자: 제순
- 후처: 불명
  - 차남: 상(象)